# Bembecia hymenopteriformis
Bembecia hymenopteriformis is een vlinder uit de familie wespvlinders (Sesiidae), onderfamilie Sesiinae.
Bembecia hymenopteriformis is voor het eerst wetenschappelijk beschreven door Bellier in 1860. De soort komt voor in het Palearctisch gebied.